# Мадаин-Салих
Мада́ин-Са́лих (араб. مدائن صالح‎ —  «города Салиха»‎), аль-Хиджр (араб. الحِجْر‎) или Хегра (др.-греч. Ἕγρα) — комплекс археологических объектов в Хиджазе на северо-западе Саудовской Аравии (административный округ Медина).
Комплекс включает 111 скальных захоронений (I век до н. э. — I век н. э), а также систему гидротехнических сооружений, относящихся к древнему набатейскому городу Хегра, являвшемуся центром караванной торговли. В 106 году н. э. Набатейское царство было присоединено к Римской империи и Хиджаз вместе с Хегрой вошёл в состав провинции Аравия Петрейская. Также в Хегре найдено около 50 наскальных надписей, относящихся к донабатейскому периоду.
Мусульмане связывают вырезанные в скалах гробницы слова c 15-й сурой Корана:

И вот обитатели ал-Хиджра объявили лжецами посланных. ۝ И привели Мы им Наши знамения, а они от этого отвращались. ۝ И высекали они в горах дома в безопасности. ۝ И схватил их вопль на заре. ۝ И не избавило их то, что они приобретали.
—  15:80—84
В 2008 году археологический комплекс Аль-Хиджр (Мадаин-Салих) был включён в список объектов Всемирного наследия ЮНЕСКО, став первым таким объектом на территории Саудовской Аравии.

## Галерея

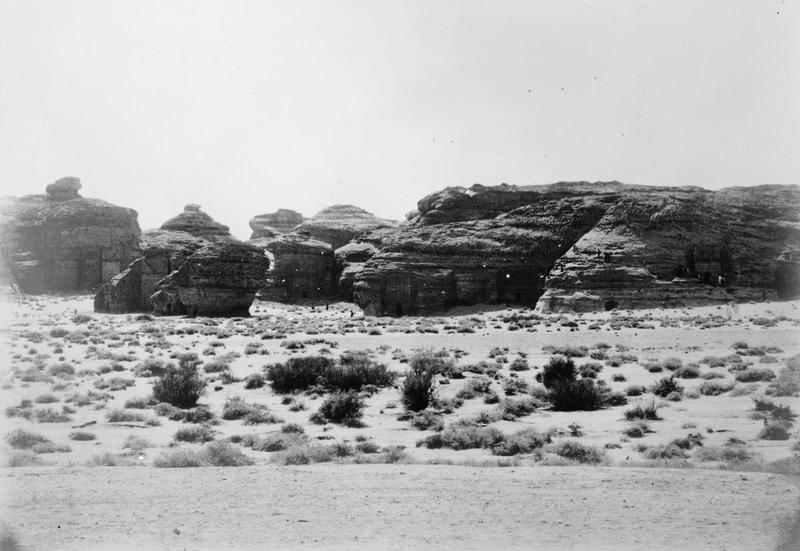
Мадаин-Салих в 1908 году
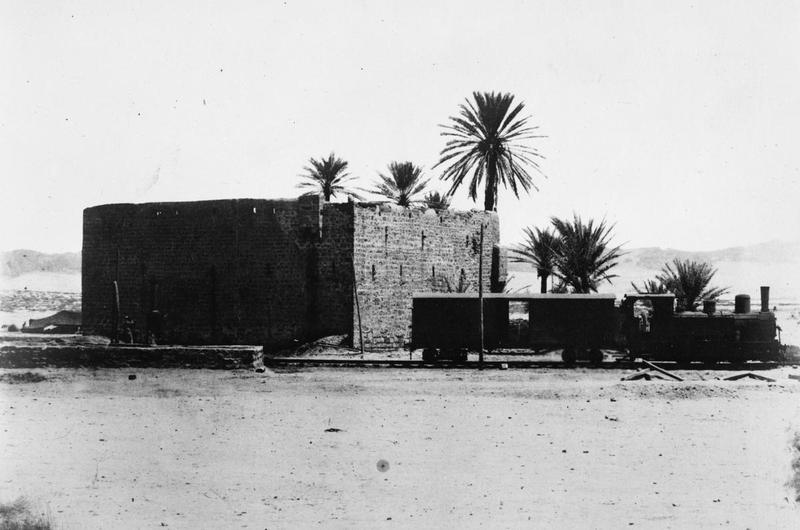
Локомотив Хиджазского поезда в 1908 году рядом с резервуаром для воды[англ.] в Мадаин-Салихе
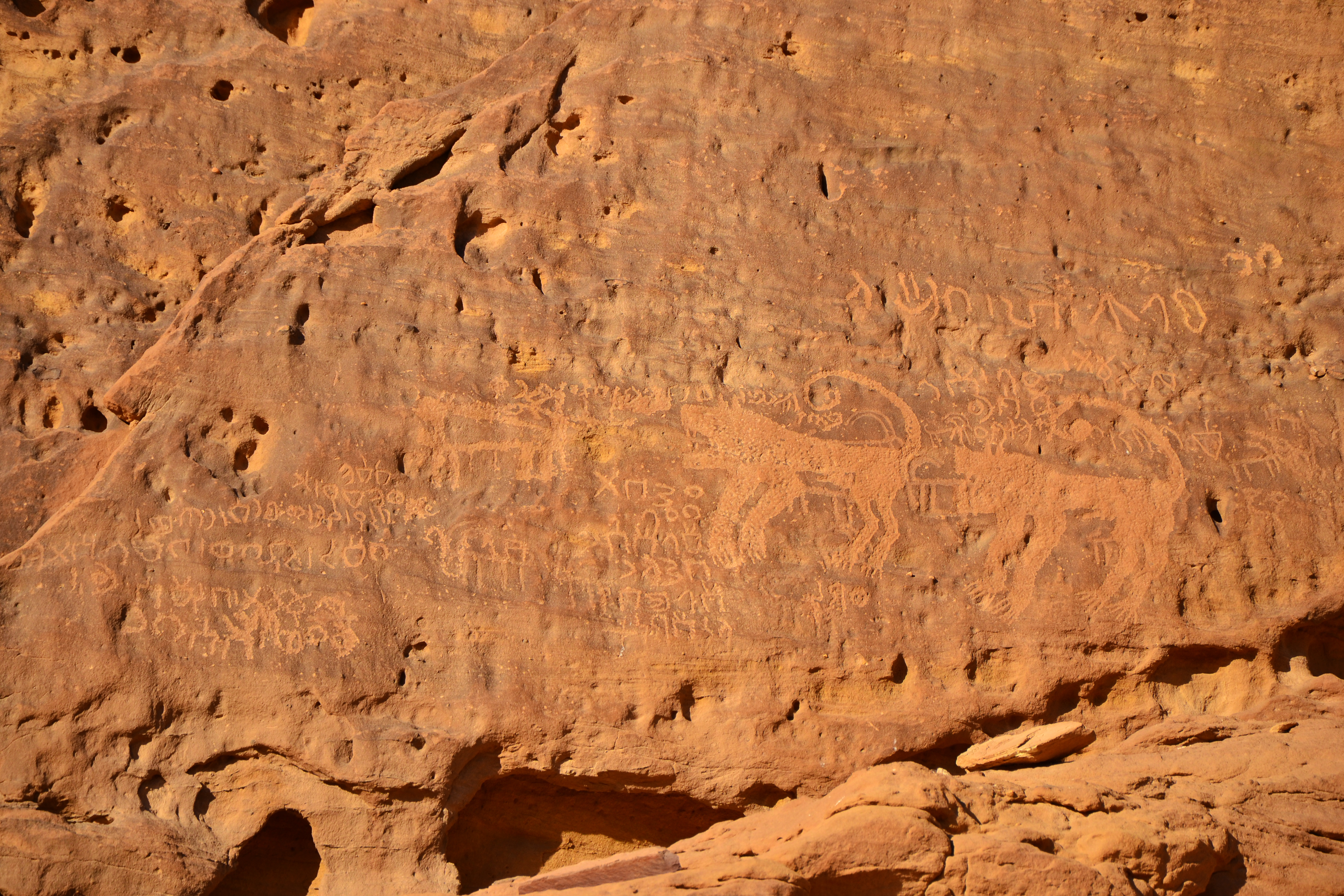
Наскальные надписи
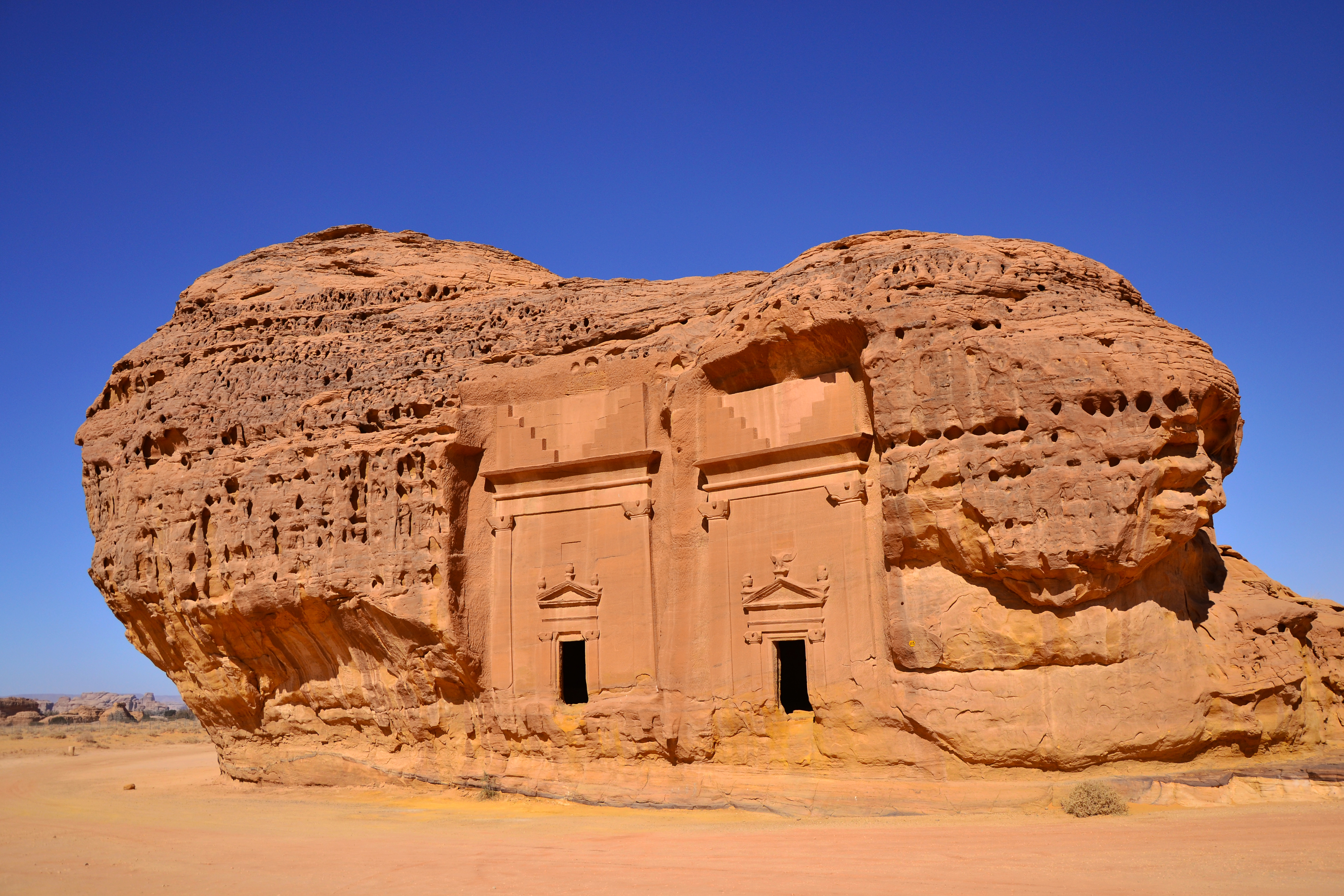
Усыпальницы
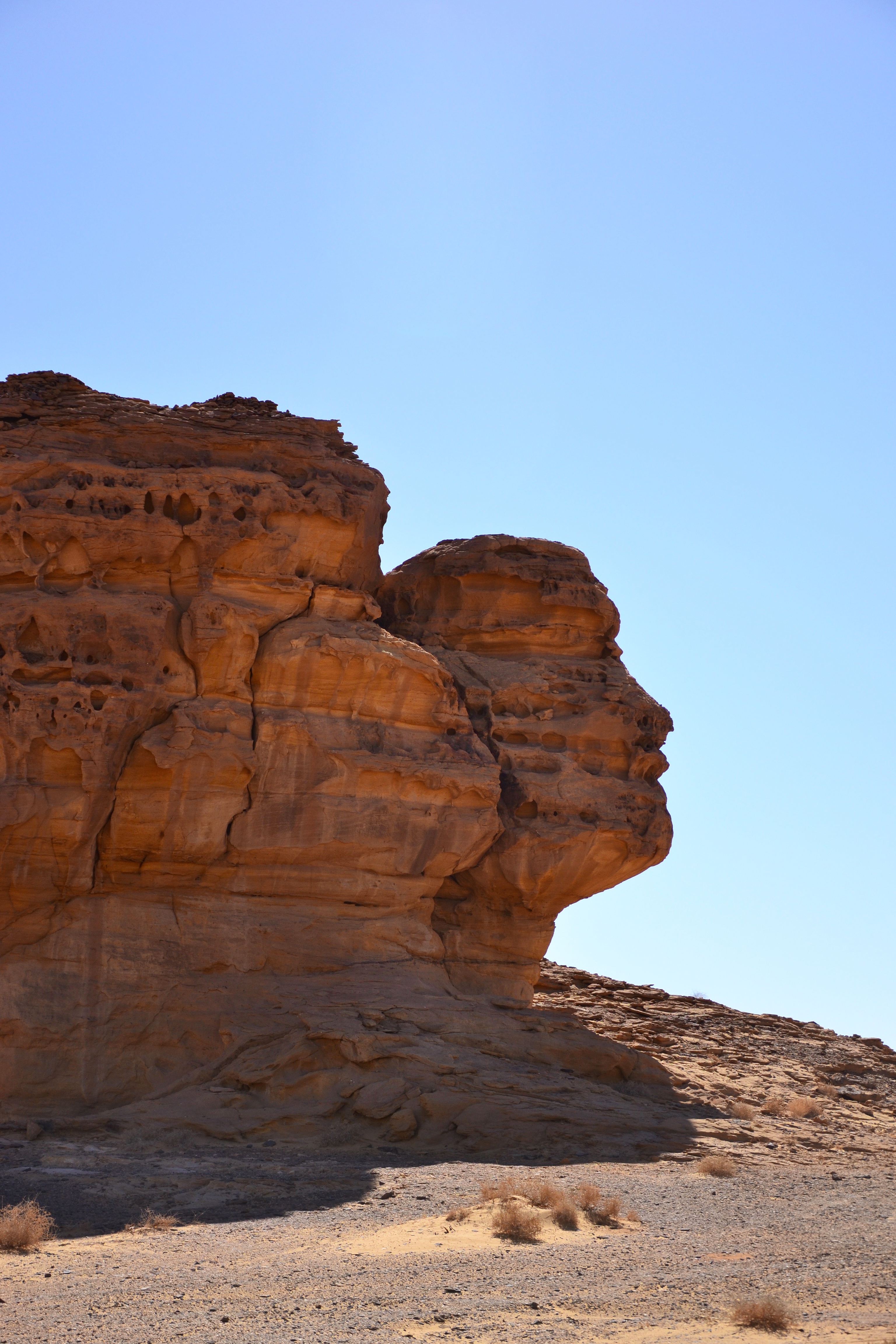
Необычные скальные формы
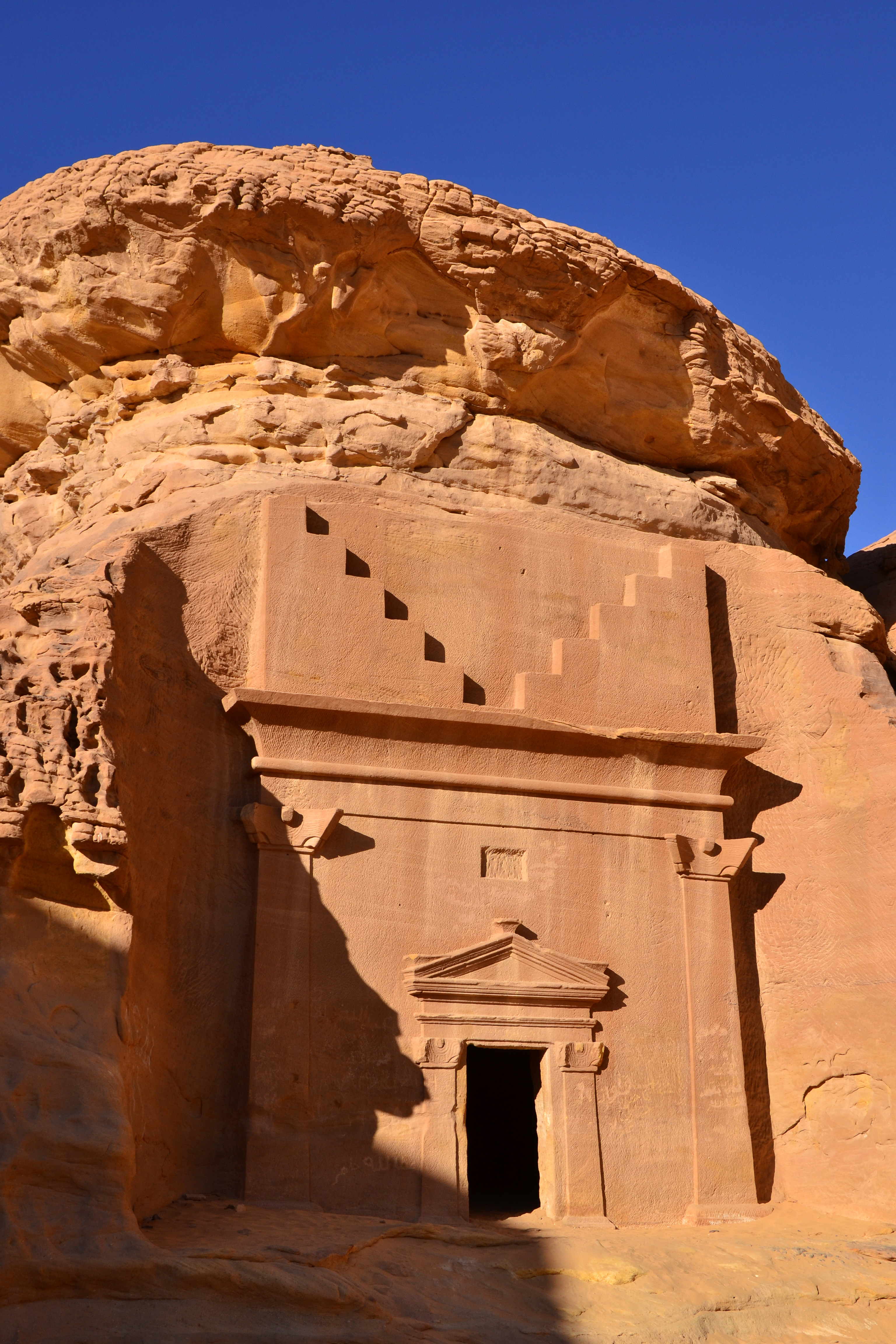
Фасад храма
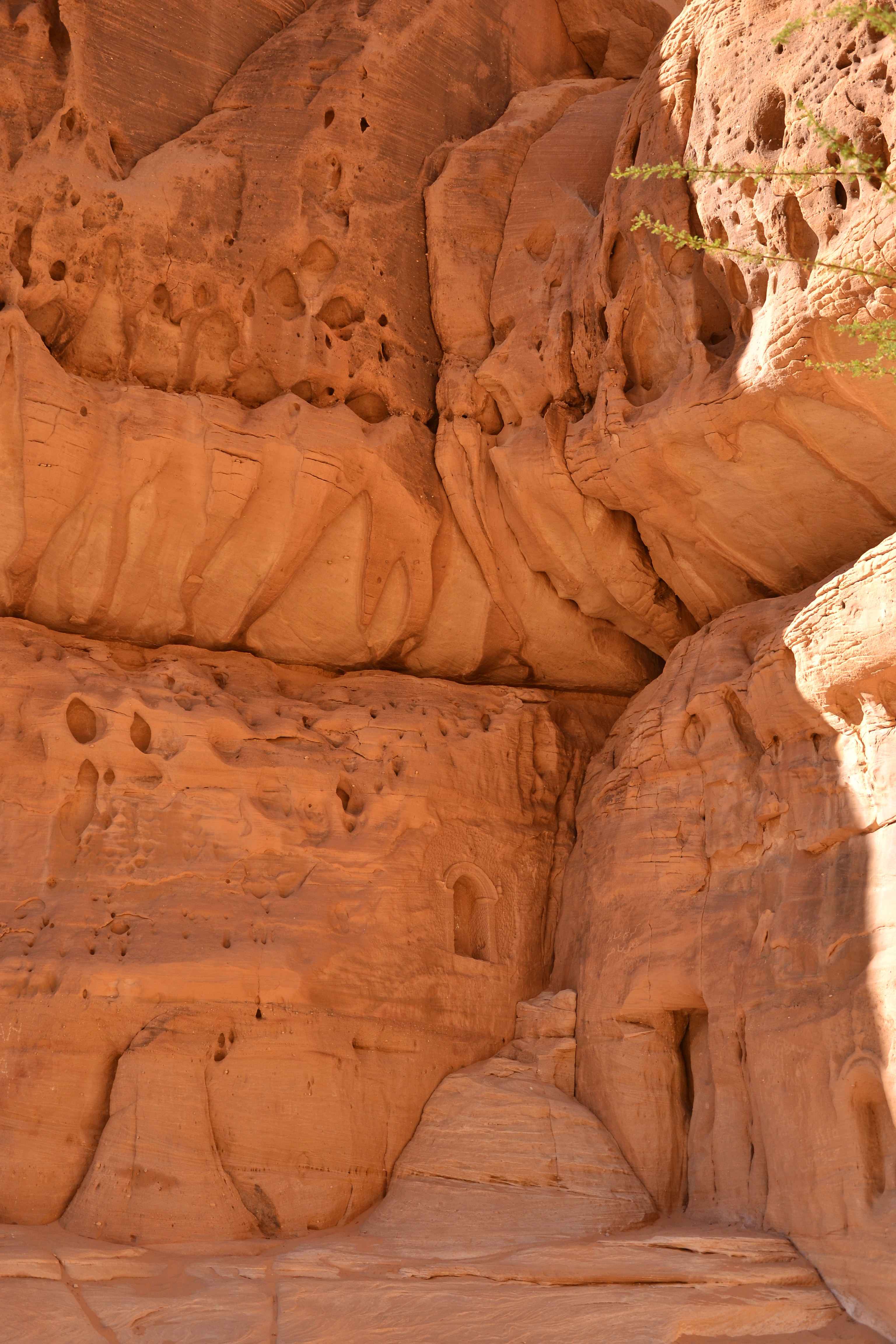
Надписи и ниши
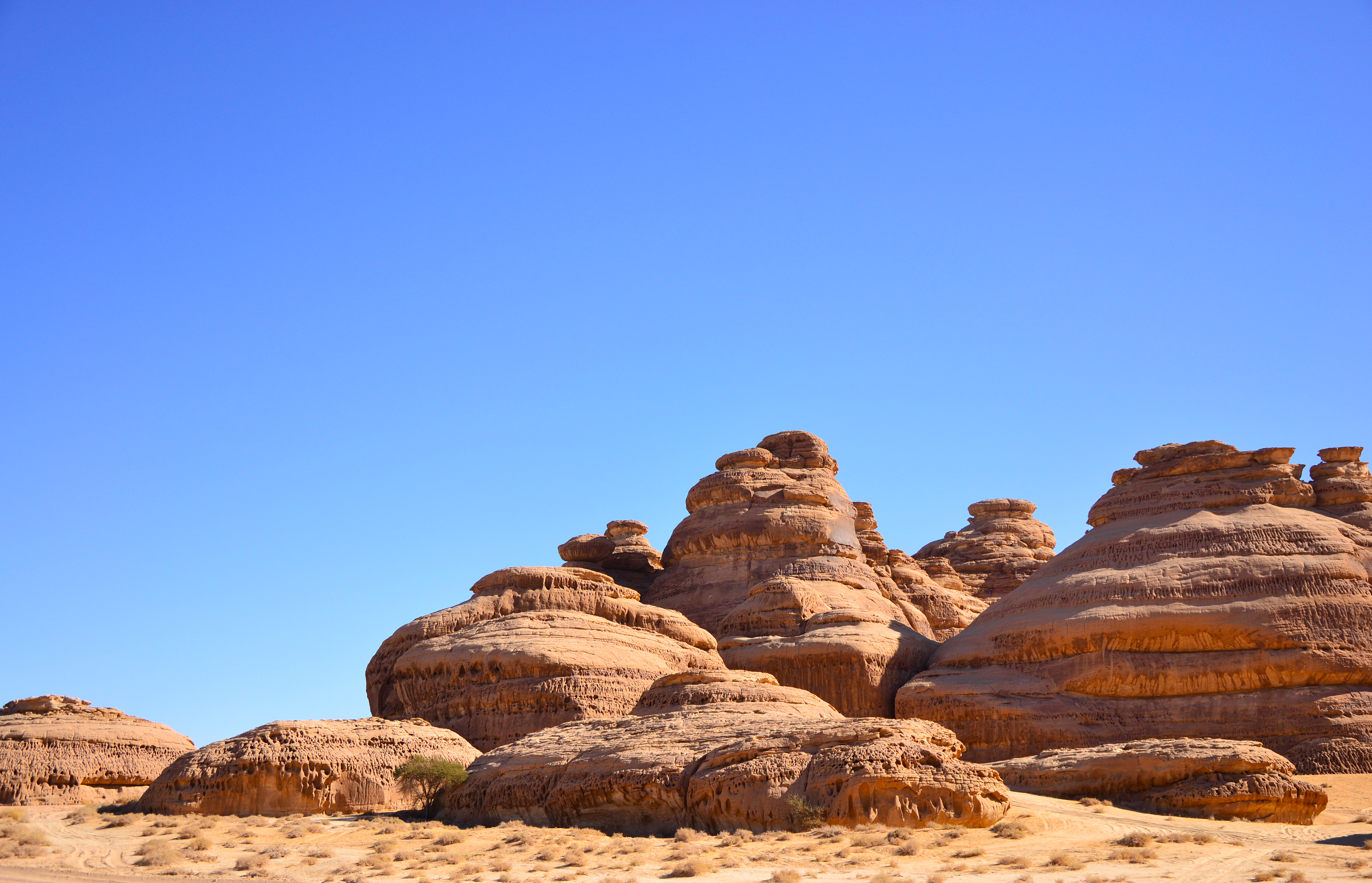
Один из районов горы Атлеб
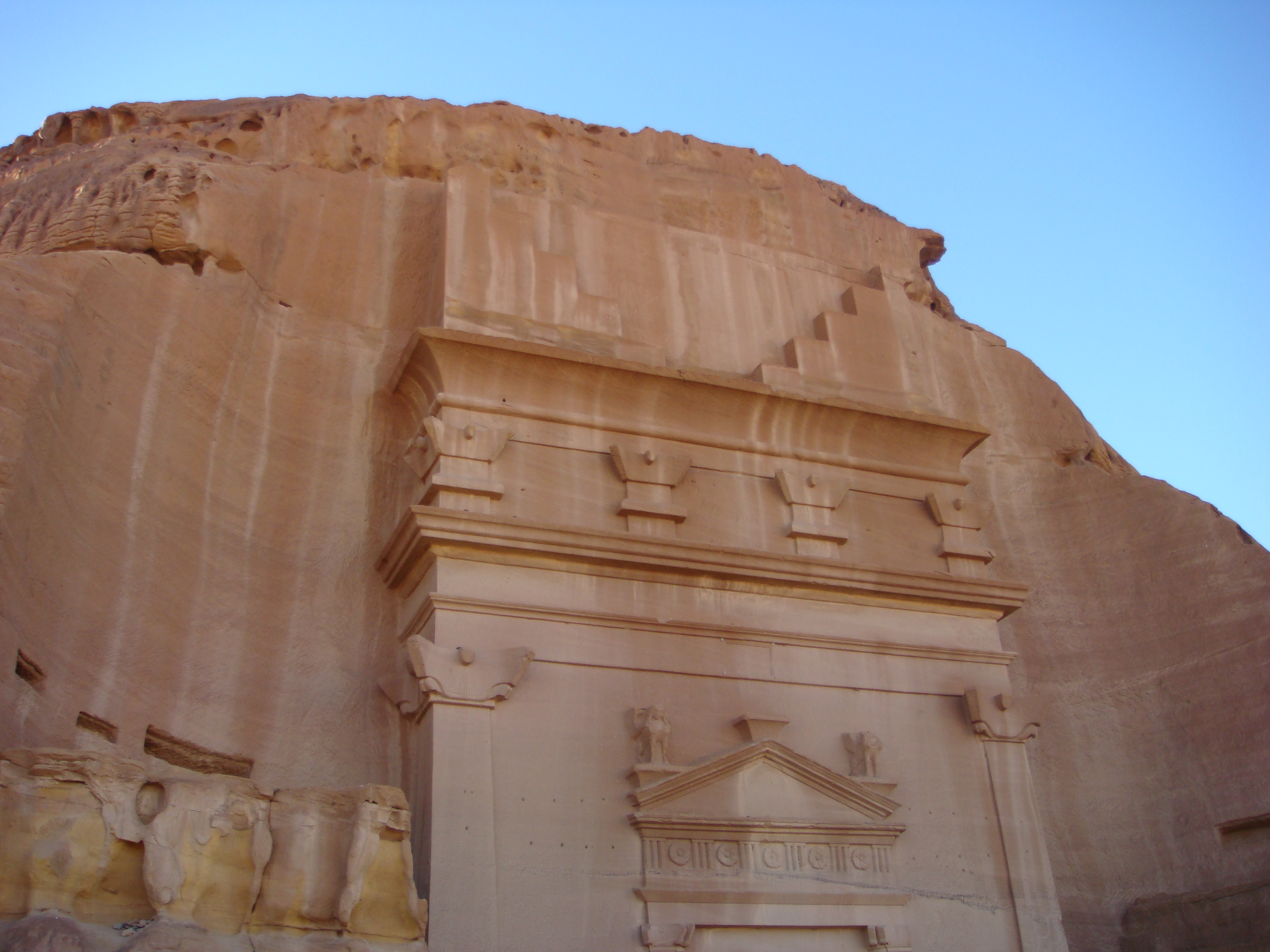
Фасад храма и его верхние детали
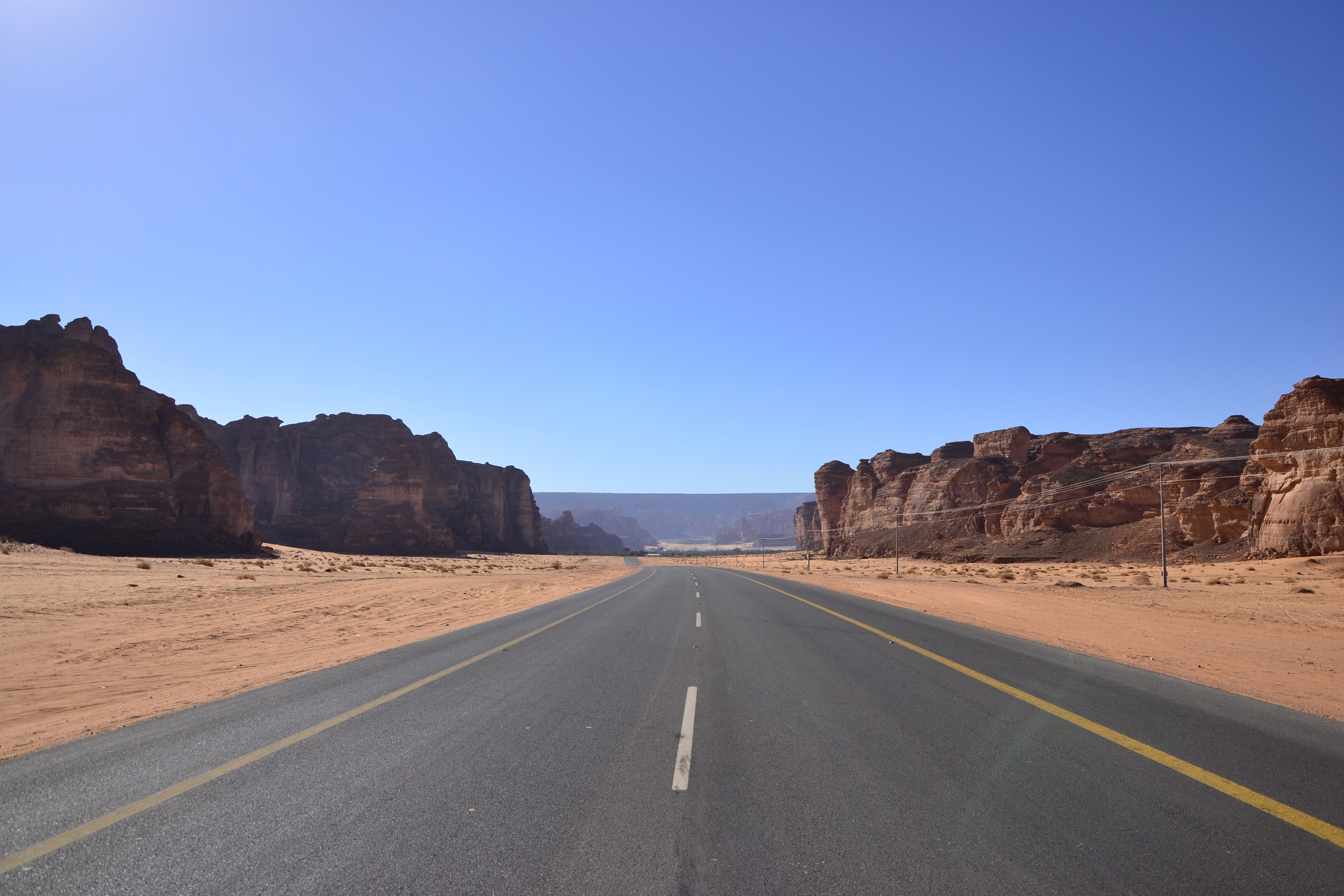
Дорога, ведущая в Мадаин-Салих